# レイマン レジェンド
『レイマン レジェンド』（原題: Rayman Legends）は、ユービーアイソフトより2013年に発売されたゲームソフト。

## 概要
「レイマン」シリーズの一つで、オーソドックスな2Dアクションゲームである。当初はWii U独占ソフトとして発表されていたが、後に撤回されマルチプラットフォームに切り替えられた。その際発売も延期された。
日本では当初Wii U独占ソフトとして任天堂から発売されたが、これも後に撤回されユービーアイソフト自らPlayStation Vitaでも発売することになった。
新要素がいくつか追加された『Rayman Legends Definitive Edition』（直訳：レイマン レジェンド 決定版）は、Nintendo Switch独占ソフトとして2017年9月12日に発売された。日本では『レイマン レジェンド for Nintendo Switch』のタイトルで2018年2月22日に発売された。

## キャラクター
レイマン
本作の主人公。夢の世界をこれまで守ってきた。
マーフィー
レイマンの冒険をサポートする。
グランド・ミニムス
レイマンとともに冒険に出かけるティーンシー一族の王。
グロボックス
レイマンの親友。
バーバラ
敵に囚われていた姫。助けだしたレイマンとともに冒険に出る。

## 冒険の舞台
5つの世界が存在し、コース数は全83コース。ジャンプアクションで進むステージの他にシューティングステージなども存在する。
ティーンシーの森
ヒキガエルのいる雲の上
おかしなキッチン
光と闇の海底
燃え立つ神の山